# Nimbusryggen
Nimbusryggen är en bergstopp i Antarktis. Den ligger i Östantarktis. Norge gör anspråk på området. Toppen på Nimbusryggen är 488 meter över havet.
Terrängen runt Nimbusryggen är kuperad åt sydost, men åt nordväst är den platt. Terrängen runt Nimbusryggen sluttar söderut. Trakten är obefolkad. Det finns inga samhällen i närheten. 